# Индеанисты

Пау-вау в Каннельярви, под Санкт-Петербургом

Участник Пау-вау, проходившего в Громово, под Санкт-Петербургом

Индеанисты — люди, увлекающиеся и занимающиеся изучением культуры индейцев. Практикуется специализация на каком-то отдельном народе. Преимущественно выбираются несколько наиболее известных племён районов Великих Равнин или восточных лесов Северной Америки. На практике это проявляется в реконструкции предметов материальной культуры и реже в декларации каких-то особых индейских идеалов. Некоторые члены считают себя также носителями индейских верований. В реальности большинство индеанистов продолжает вести привычный городскому человеку образ жизни, не отказывая себе ни в каких достижениях и соблазнах современного мира. Общественная жизнь проявляется в ежегодных летних пау-вау на природе, зимних пау-вау в закрытых помещениях, встречах по разным поводам и лекциях. Существуют песенные и танцевальные группы. Отдельные индеанисты занимаются проведением шоу для корпоративного отдыха. Некоторых индеанизм привёл в науку, литературу, живопись и т. д.
В испаноязычных странах существует два родственных термина «indigenista» — «специалист по культуре индейцев» и «indianista» — «исследователь культуры индейцев». В Латинской Америке «индихенизм» — это целое культурное, социальное, политическое и антропологическое течение по изучению индейских языков и культур.

## Северная Америка
Индеанисты ежегодно проводят в разных местах пау-вау, стараясь соблюдать все традиции пау-вау, проводимых в индейских резервациях США.
В связи с тем, что термин «индеанисты» перешёл в поп-культуру, в настоящее время отсутствует общепринятый термин для учёных, занимающихся изучением индейских языков и культур, а сама область исследований за рубежом обычно именуется Native American Studies или American Indian Studies.

## Литература

«Голоса», обложки первого издания воспоминаний индеанистов